# Чемпіонат світу з рапіду та бліцу 2020
Чемпіонат світу зі швидких та блискавичних шахів 2020 — чоловічий та жіночий чемпіонати світу зі швидких (рапід) та блискавичних (бліц) шахів. Жіночий чемпіонат (чемпіонка — О. К. Костенюк) пройшов у липні 2020 року, а серед чоловіків має відбутись наприкінці 2020 року.

## Регламент
Чемпіонати світу з рапіду проводяться за швейцарською системою, 15 турів у чоловіків і 12 у жінок. Чемпіонати світу з бліцу проводяться за швейцарською системою, 21 тур у чоловіків і 17 турів у жінок.

### Контроль часу
- 15 хвилин та 10 секунд на хід, починаючи з 1-го ходу — швидкі шахи
- 3 хвилин та 2 секунди на хід, починаючи з 1-го ходу  — блискавичні шахи

### Критерії розподілу місць
Якщо 2 або більше учасників набрали однакову кількість очок, чемпіон світу з рапіду/бліцу визначається в матчі плей-оф. Усі призові діляться порівну між усіма шахістами з однаковою кількістю очок. Якщо 2 або більше учасників набрали однакову кількість очок, розподіл місць визначається за такими критеріями:
- 1. Коефіцієнт Бухгольца, за виключенням найнижчого;
- 2. Коефіцієнт Бухгольца;
- 3. Усічений середній рейтинг суперників;
- 4. Результат особистої зустрічі;
- 5. Жереб;